# Producte de marcatge codificat
El Producte de marcatge codificat (PMC) (en anglès: DNA marking) és un líquid que conté un codi la presència del qual només és visible sota la llum ultraviolada. La codificació es realitza mitjançant marcadors minerals, físics o biològics (ADN sintètic).
Està pensat per a objectes de valor, de manera que, en cas de robatori, es pugui determinar el propietari original mitjançant una anàlisi de laboratori. Aquest sistema també es pot aplicar a objectes de valor difícils de marcar, com ara els cables de coure. També es pot utilitzar per ajudar a separar l'electrònica genuïna de la falsificada i altres peces de recanvi.
Una altra aplicació és un sistema d'aspersió amb un líquid invisible, per tal de vincular un sospitós a un moment i un lloc concrets, en cas d'infracció o participació en un esdeveniment. Quan es tracta d'aplicar en individus, aquests marcadors es col·loquen a les bales d'una pistola de paintball, l'EMF100, per tal de difondre el producte. Després, els individus marcats es poden identificar cercant aquests marcadors amb llum ultraviolada. Des del 2011, l'Institut d'Investigació Criminal de la Gendarmeria Nacional Francesa utilitza aquests productes i l'experimentació en manifestacions a França hauria començat el 2021. En aquesta data, no hi havia cap marc legal per a l'ús de PMC en manifestacions.
El 26 de març de 2023, la policia francesa va usar aquest mètode, per primera vegada i envoltat de polèmica, com a prova inculpatòria. Concretament, dos manifestants van ser detinguts i empresonats, l'endemà de la manifestació ecologista contra els macroembassaments de Sainte-Soline, al departament de Deux-Sèvres, acusats del delicte de violència contra les persones i els béns materials. Un d'ells, el periodista freelance Clement G., treballador de mitjans com Le Monde i Radio France, va ser aturat quan circulava en cotxe per Melle i, en un control de trànsit, va ser sotmès a una prova de revelació de substàncies forenses, la qual va mostrar una petita taca blanca a la mà que el vinculava a l'escenari dels fets. Els enfrontaments amb la policia per la defensa del medi es va saldar el 21 de juny amb la il·legalització del moviment ecologista Els Alçaments de la Terra (SLT).